# 宇川直宏
宇川 直宏（うかわ なおひろ、1968年4月12日 - ）は、日本の現代美術家、映像作家、グラフィックデザイナー、VJ、文筆家。香川県高松市出身。

## 肩書
DOMMUNE代表。MOM/N/DAD PRODUCTIONS主宰。Mixrooffice代表。GODFATHER主宰。ANOMALY所属。京都造形芸術大学情報デザイン学科教授（2002-2019の17年間）。日本自然災害学会正会員。2013年度、2014年度、2015年度文化庁メディア芸術祭審査委員。2015年度アルスエレクトロニカ（リンツ・オーストリア）審査委員。2015年度高松メディアアート・フェスティバル・ゼネラルディレクター、キュレーター、審査委員長。「ISCA（INTERNATIONAL STUDENTS CREATIVE AWARD）」(旧BACA-JA）審査委員長代理（2002年より15年間）。2017年、師匠である松本俊夫の志を継ぎISCA審査員長就任。2020年、2021年、渋谷スクランブルスクエア／SHIBUYA QWS Innovation協議会理事。2008年、人間以外の森羅万象全ての万物から見たビジョンのみを音と映像で構築するプロジェクトUkawanimation!（avex trax）を発足。2009年、そのプロジェクトから派生したレジデンツのマルチメディア・コスプレユニットXXX RESIDENTS(Yamaha A&R)を結成。2010年、日本初のライヴストリーミングスタジオ兼、ライヴストリーミングチャンネルであるメディア「DOMMUNE」を個人で開局／運営する。2010年、DOMMUNEの活動に於いて、第14回文化庁メディア芸術祭、審査委員会推薦賞。2021年、令和2年度第71回芸術選奨文部科学大臣賞 受賞。
グラフィックデザイナー、映像作家、ミュージック・ビデオディレクター、VJ、文筆家、司会業、番組プロデューサー、レーベルオーナー、パーティーオーガナイザー、キュレーター、ファッションブランドディレクター、サウンド・システム構築、クラブオーナー、ライヴストリーミングスタジオ／チャンネルオーナー、大学教授、日本自然災害学会正会員、そして現代美術家といった肩書きを持つ。
2012年、それまで10年以上、懇意にしてもらっていた松本俊夫が日本大学教授を定年退任する際の祝賀会で、急に師匠が欲しくなり、映像作家として弟子にしてもらう。また、その会に参加していた長きに渡る交流を持つ田名網敬一にも同日、グラフィックアーティストとして弟子にしてもらい、いきなり二人の師匠に恵まれることとなる。

## 来歴・人物

### 初期東京期／グラフィック・デザイナー時代（1987-1994）
- 1988年よりDTP第一世代のグラフィックデザイナーとしてアンダーグラウンドで頭角を現し始める（秋田昌美著『SCUM CULTURE』や初代『映画秘宝』（洋泉社）のカバー＜創刊後4年間は全て宇川デザイン＞は当時の代表作）。この時期よりメルツバウの秋田昌美との交流が始まり、後に秋田の書籍を数冊デザインする。
- 同年BOREDOMSのEYE（山塚アイ）と出会い意気投合。直後、EYEの誘いを受けBOREDOMSのVJとして活動を開始。
- 1990年には、小学校時代からの友人、佐野和樹から突然手渡された100万円で、自身のCDレーベル『MOM’n'DAD PRODUCTIONS』を発足。『HANATARASH（ハナタラシ）』（BOREDOMS・EYEのノイズユニット）のLIVEシリーズをリリース。それらCDの余ったメディアに当時未踏の領域だったモーグ音楽を勝手に数十曲ブート収録→『Space Age Bachelor Pad Music』。
- 同年、DJ開始。当時『rockin'on』（ロッキング・オン）のデザイナーであった大類信が経営する乃木坂のCLUB"THE DEEP"で月1回土曜日のレギュラーを持つ。
- 1991年執筆活動を開始し、『STUDIO VOICE』（INFASパブリケーションズ）「UKAWA’S Californian Shock Hunter」、『SWITCH』（スイッチ・パブリッシング）「Scandinavian childs Works（石原豪人との連載）」、『BARFOUT!』（TCRC）「現実を制裁せよ!」、『ele-king』（当時エレ・メンツ、現在は日販アイ・ピー・エス）「西海岸★積み木くずし」などの連載を抱える。
- 1992年頃から、思想誌、文芸誌でも執筆を始める。『コフィンジョー』と『東映まんがまつり・飛び出す人造人間キカイダー』と『ロバートエイブル』と『ビンスコリンズ』を同時空で語った『ユリイカ／悪趣味大全』（青土社）へ寄稿したほか、オウム真理教事件をサブカルチャーの側から斬り込んだ椹木野衣編集の共著『ジ・オウム』に執筆参加。同年、マジカルパワーマコの70年代の音源を、アーティスト本人の納屋からオープンリールテープで75本程発掘。自身のレーベルMOM'n'DAD PRODUCTIONSから『HARMONIUM＃1〜＃5』として連続リリース。プロデュース、デザイン、リリース全てを自ら行う。また、グラフィックデザイン代表作は80年代のハードパンクバンド奇形児のリイシューCDジャケットを手がける。この時期より、灰野敬二と親交を深め『天乃川』というタイトルの70年代のエレクトロニクス音源をMOM'n'DAD PRODUCTIONSからリリース。
- 1993年、新宿の特殊レコードショップ「ロスアプソン（LOS APSON?）」の設立メンバーとして内装やグラフィックデザインに携わる。トラッシュ/カルトビデオレーベルである米SomethingWired社からロスアプソンへのディストリビューションを担当する。同年、表参道のクラブ"MANIAC LOVE"のチームが新宿御苑にオープンさせたクラブAutomaticsの中のラウンジAtomageでレジデントDJとなり、以降渡米までの1年間、毎週末PLAYする。また、AtomageはボンデージショップAZZLOが経営しており、クラブ内にギャラリーが組み込まれていたことから、宇川も何度かキュレーションを担当し、タイの祭りベジタリアン・フェスティバルなどを企画した。
- 1994年、初来日中のキャロライナーレインボーのメンバー達と交流し、当時迷っていた渡米を決意。その時期、個人活動とは別に平行で関わっていた3Dアプリケーション『Infini-D』日本支社からの赴任依頼を受けており、奇しくも宇川は渡米を考慮していた最中であった。アメリカ合衆国カリフォルニア州サンフランシスコに移住。

### サンフランシスコ期（1995-1998）
- 1995年、日本企業から与えられた住居とは別に、キャロライナーコミューンにも居を構え、リーダーであるGruxらと親睦を深める。同年、ゴリラの生体をフィールドレコーディングする実験ユニット＝マイ・ライフ・イズ・ア・ゴリラズ・ナッツをアメリカの友人数人と結成。同年より日『STUDIO VOICE』で、現地取材をもとにした「UKAWA’S Californian Shock Hunter」連載開始。インカの女帝の末裔イマ・スマックやチャーチ・オブ・サブジーニアス、真性ネクロフィリアであるキャレン・グリンリーのインタビュー、S.R.Lのテスラコイル取材などをおこない、以降この連載は2年つづく。
- 1996年。CLUB DECOに通い始め、DJ Q−BERTやインビジブル・スクラッチ・ピクルズのメンバーと交流。その後、自身のレーベルMOM/N/DAD PRODUCTIONS(この時期から表記変更)からDJ Q-BERTのCDを2枚リリース。CDジャケット・アートワークも自ら担当。同年、平行して個人的にDJ Q-BERTとD-STYLESを日本に招聘。
- 1997年。BOREDOMSの初VIDEO作品『SUPER SEEEEE!!!!!!!』をサンフランシスコで監督、製作。ロスの実験アニメ作家ブライアン・ミドキフとコラボレートする。翌年、日本発売。後にDVDとしてリイシュー。
- 1998年。サンフランシスコ時代のグラフィックデザインの代表作『UNITED TRASH』を制作。この作品はベルリンのアヴァンギャルド・フィルムメーカーであるクリストフ・シュリンゲンズィーフ監督による同名映画の正式ポスターのデザインと、組み立て爆撃出来るホワイトハウスのプレスキットからなっており、ディストリビューターはアルバトロス・フィルム。同年、ビザの都合で日本へ帰国。

### 帰国後第二東京期／現代アーティスト時代（1999-2009）
- 1999年、ロンドン・バービカン・アート・ギャラリー（バービカン・センター）での「JAM展」を皮切りに世界各地で展覧会開催。その後手がけたアートディレクションはBOREDOMSからブルガリまでと幅広く、VJ共演はジェフ・ミルズからメルツバウまで、執筆はニコラ・テスラ概論から石立鉄男研究までと、極めて多岐に渡る。
- 同98年 宇川のオーガナイズにより始動した、高橋透、MOODMANとのDEEP HOUSEパーティー「GODFATHER」を結成。（2011年9月11日高橋透のDJ活動休止により解散。）
- 2000年以降は、松本俊夫、田名網敬一、山口小夜子他とのコラボレーションをおこなう。この時期からVJとしての活動を再開し、2000年のカウントダウンではBOREDOMSと久々に共演。
- 2001年より電気グルーヴの石野卓球と本格的に親睦を深める。その後日本最大規模の屋内レイブ「WIRE01」にVJとして参加し、以降12年連続出場している。また、年末年始LIQUIDROOMで恒例となった1日の夕方まで続く「死亡遊戯カウントダウン」にも卓球と2人っきりで10年連続出演（2007年より2F LIQUIDLOFTのオーガナイズも宇川が担当することとなり、複数チームのVJが入り乱れるスタイルとなったため、1対1の共演からはシフトしたがこのコラボは現在も毎年継続）。その他フジロックフェスティバル、METAMORPHOSE、ローライフ、渚、ライジング・サン・ロックフェスティバル他、国内外の野外フェスに毎年参加。
- ミュージッククリップ・ディレクターとしてはBOREDOMS、テイ・トウワ、SUPERCAR、THE ORB、DJ TASAKA、ギターウルフ、電気グルーヴ×スチャダラパー、capsule、MEG、ORANGE RANGE他、多くのミュージシャンを手がけている。
- 2002年エディンバラ国際映画祭、2003年アルス・エレクトロニカ、2003年ワンドットゼロ、2004年RESFEST WORLD TOUR、などの国際デジタルフィルム・フェスティバル、またアメリカ、ヨーロッパ、アジア他、世界各国で数々のクリップが上映され、2003年SPACE SHOWER TV「MVA」BEST COMPUTER GRAPHIC VIDEO賞、2003年MTV VIDEO MUSIC AWARDS JAPAN BEST DANCE MUSIC賞、2009年『SPACE SHOWER Music Video Awards 09』特別賞、他、受賞歴も多数。グラフィック・デザイナーとして、ロンドン：バービカン・アートギャラリーでの「JAM展」、ニューヨーク：PS1／MOMAでの「BUZZ CLUB」、ソウル：ハジャ・センターでの「アクティブワイヤー」他、海外のエキシビジョンへの参加歴多数。作品集として「GAS BOOK7 / UKAWA NAOHIRO」、「RANGOON RADIO」がある。DVDとして「UKAWA NAOHIRO/Scaning of Modulations」「SUPERCAR/HIGH BOOSTER U.N.V.J.WORKS」「BOREDOMS / SUPERSEEEE!!!!!!!!!」「RapiLLd i MOVEMENT/iLL X UKAWA NAOHIRO」他、DVD監修として「谷岡ヤスジのメッタメタガキ道講座」等。
- 2003年　六本木ヒルズ・アリーナで行われたSAL VANILLAのパフォーマンス[INTER/ACTION]のポスター・デザイン等。
- 2004年以降は本格的に現代美術の領域に踏み込み、ニューヨーク：トランスプラント・ギャラリーでのコーンとケナフの種の発芽発育に絡んだ領土争いを9.11の出来事に隠喩した「UKAWA NAOHIRO'S !!!SEEDWARS!!!」を皮切りに、名古屋中京大学でのウズラを使ったサウンドインスタレーション「!!!UZULIVE!!!」、KPOキリンプラザ大阪での「DISCO UNIVERSITY - 田名網敬一×宇川直宏展」他、サンフランススコ、LA、ストックホルム、イスラエル、ソウル、東京、大阪、名古屋での展覧会を実現。
- 2005年の代表作は「電気グルーヴ×スチャダラパー」のアートディレクションと、その楽曲「Twilight」の2本立てミュージッククリップ(2005 文化庁メディア芸術祭・審査委員会推薦賞)や、テイ・トウワのニューアルバム『FLASH』全国ツアーにVJとして参加、野宮真貴の『PARTY PEOPLE』デザイン&MV、「松本俊夫実験映画BOX」デザイン、大阪サントリーミュージアムでの「ガンダム展」への参加他、多数。
- 2006年、BOREDOMSのEYEとのコラボ展「ONGAROO feat.VIDEO NANOO」/京都ARTZONE、東京MAGIC ROOM、「FINALHOME／SAVIVAL ADICT展」〈NANZUKA UNDERGROUND〉への参加、その他キュレイターとしても「電気用品安全法（PSE法）によって消え行く危険性があるもの展」、『篠原有司男・暴走集会2006!!!!!!!! / 泥濘の鬼退治バイカーズ展!!!!!!!!』を企画、監修。そして石野卓球 & 川辺ヒロシの「InK」、中村弘二が主宰する「iLL」などのアートディレクションを担当するなど、常に様々なプロジェクトで起動。同年は、電気グルーヴのフジロックでのVJを皮切りに主要な夏フェスを制覇し、ラメルジーや、ESG、DJスニーク他との共演も果たした。
- 同06年、渋谷のクラブ付き個人オフィス「Mixrooffice」をパートナーの他社比社と共にオープンさせる。独自の音響哲学によるサウンド・システム構築が話題を呼び、デリック・メイ、URのマッド・マイクからダニエル・ワン、Luciano、ダニエル・ベル、ホアン・アトキンス、Loco Dice、DJ NOBU、CxMxTまで世界中のDJから高い支持を得ている。
- また、同年秋にはジャパン・ファウンデーション主催による20人の日本の現代美術家を招聘するエキシビション「Rapt! - 20 Contemporary Artists from Japan」に宇川直宏が選抜され、日豪交流年企画の一環として最新作個展『Dr. Toilet's Rapt-up Clinic』がオーストラリアのメルボルンで開催された。その作品はマジックミラーで連なった5部屋の曼荼羅公衆便所を盗撮するもので、このインスタレーションは2010年にアップデートされ水戸芸術館現代美術センターで展示された。
- 2007年、文化庁メディア芸術祭の10周年記念と国立新美術館のこけら落としを兼ねて、電子顕微鏡とモーションキャプチャーを使ったVJパフォーマンスを披露。更に〈NANZUKA UNDERGROUND〉での個展『A Series of Interpreted Catharsis episode2 - earthquake』では筑波地震研究所で人工地震を起こし、モータードライブで連続撮影した写真作品と、ハイスピードカメラでその模様をおさえたハイビジョン作品を発表。 秋の『六本木クロッシング』展（森美術館）では、この自然災害シリーズの一環として、台風を「生け捕る」作品『A Series of Interpreted Catharsis episode1 - Hurricane Katrina』を出展。12月19日、DVD作品集「INTOXICATING MUSIC CLIPS OF UKAWA NAOHIRO『MAD HAT LAUGHS!!!!!』」を発売。このDVDは今までに宇川が手がけたBOREDOMS、THE ORB、SUPERCAR、電気グルーヴ×スチャダラパーなどの「代表作」と言われるPVのほとんどを網羅。複数のメジャーレーベルを跨いでの国内初のディレクターズミュージッククリップ集となった
- 2008年1月、フロア契約満期の為、Mixroofficeは第一章に幕を閉じた。クロージングパーティーは!!!!!Mixrooffice E/N/D OF THE LxAxSxT Chapter!!!!!と銘打たれ、2007.12/31-2008.1/1の年を越えた、恵比寿LIQUIDROOMでの22時間に渡るカウントダウン＆カウントアップからスタートし、石野卓球、EYEらのHALFDAYS（12時間ロングセット）を挟み、約1か月に渡り繰り広げられた。最終日の1/27は「mixrooffice rest in peace(2006-2008)24 HOURS PARTY FREAKS!!!Mixrooffice.R.I.P!!!!!ULTRA FINAL!!!!!」のタイトルで、オープニングのスヴェン・バスからエンディングのMOODMANまで17人のマイクロ縁のアーティストが27時間に渡ってPLAYした。3月、小学館の漫画雑誌『月刊IKKI』に作画MUSTONE、原作宇川直宏で、今世紀的妖怪漫画『ピンホールくん』が連載開始。
- 2008年、宇川主導の音楽ユニット、UKAWANIMATION!を結成。これは人間以外の森羅万象全ての万物から見たビジョンのみを音と映像で構築するプロジェクトである。7月、リリース前にもかかわらず、FUJI ROCK FESTIVAL'08のレッドマーキー最終日の大トリにノミネートされ、デビュー。BOREDOMSのEYEの咆哮によって始まった初ライブパフォーマンスには、ニューヨークからビヨンセの振り付け師でもあるカリスマダンサー、JONTE'もメンバーとして参加した。9月には当ユニットの1stシングル「惑星のポートレイト 5億万画素」がリリース。石野卓球作曲、宇川直宏作詞の表題曲にヴォーカリストとして萩原健一が参加した。なお、11月にはCD＋DVDからなる1stアルバム『UKAWANIMATION!/ZOUND TRACK』を発売。このアルバムには上記の石野卓球x萩原健一に加え、BOREDOMSのEYEの伝説のアートコア・プロジェクトHANATARASH、糸電話でデリック・メイの「ストリングス・オブ・ライフ」を奏でた ストリングラフィや、田中フミヤ、ビヨンセ／マドンナ／安室奈美恵のコレオグラファー JONTE'xTOBY、FUTURE TERRORのDJ NOBU、アンダーグラウンド・ハードコアのイコン＝アブラハムクロス、ハーシュノイズの極北メルツバウ、ガーリーポップアイコンのMEGまでが参加した。
- 2009年4月『SPACE SHOWER Music Video Awards 09』においてUKAWANIMATION!の様々なミュージッククリップが特別賞を受賞。「MTV VIDEO MUSIC AWARDS JAPAN 2009」においては、最優秀ダンスビデオ賞にノミネートされる。
- 2009年6月『ポップ・アヴァンギャルドのニューディメンション現出!!!!!!!』 と銘打ったUKAWANIMATION!の初のワンマンライブ『UKAWANIMATION! First LIVENIMATION!!!!!』-UKAWANIMATION! VS EBIS RESIDENTS- が開催。レコーディングに参加した多数のゲストが演奏に参加し、1stアルバム『ZOUND TRACK』の世界をLIVEで再現した。また、このLIVEの為にレジデンツの楽曲を4つ打ちでカヴァーするユニットEBIS RESIDENTSを結成。更にこの日、会場である恵比寿リキッドルームの2F、TIME OUT CAFFEギャラリーでは宇川直宏によるセレブリティー300人の偽サイン展『UKAWA'S TAGS FACTORY!!! 300 Counterfeit Autograph!!! 』を開催。本エキシビジョンは、様々な時代の、そしてあらゆるジャンルの著名人を、色紙というキャンバス上に並列サンプリングし、そして同価格で販売という価値の転覆を計る実験展示である。
- 2009年9月以降、UKAWANIMATION!から派生した、XXX RESIDENTSの活動が活性化。9月11日相対性理論とのツーマンライブ＠恵比寿リキッドルームを皮切りに、9月20日「水戸短編映画祭」＠水戸芸術館 with 高木正勝、12月16日シーグラフ国際カンファレンス『SIGGRAPH ASIA 2009』のオープニングアクト。以降、2012年4月22日バルセロナ発の電子音楽とメディア・アートの祭典＝『SonarSound Tokyo』のメインステージに招聘され、ヴィンセント・ギャロや、ザ・シネマティック・オーケストラと共演を果たす。
- 2010年2月1日、監督した電気グルーヴ、「タランチュラ」のMVが、MVA(SPACE SHOWER MUSIC VIDEO AWARDS)10 CONCEPTUAL VIDEO部門にノミネート。

### DOMMUNE開局後〜現在までの活動（2010- ）
- 2010年3月1日。日本初のUSTREAMライブストリーミングスタジオ兼チャンネル「DOMMUNE」を個人で開局。開局と同時に記録的なビューアー数をたたき出し、国内外で話題を呼び続ける。宇川は、2009年10月から実験配信を繰り返し、辿り着いた方法論から、トーク番組とDJ番組の2つのプログラムを1日に合計5時間配信するというスタイルを編み出す。番組は月曜-木曜日にかけて平日毎日配信（開局半年間は日曜も配信していた）され、国内外の様々なゲストを呼び開催される19時から21時のトーク・プログラムと、世界各国のDJやミュージシャンが演奏する21時から24時のミュージック・プログラム(BROADJ)の2部で構成されている。宇川はDOMMUNEスタジオで日々産み出される番組の、撮影行為、配信行為、記録行為を、自らの現在美術作品と位置づける。以降、開局以来、世界各国から様々なゲストが来日のたびに出演する文化プラットフォームとして、存在し続けている。前半は、ヤン・シュヴァンクマイエル、アレハンドロ・ホドロフスキーからエルメット・パスコアール、杉本博司、横尾忠則からChim↑Pom、ライゾマティクス（真鍋大度）などのアーティストが登壇し、また養老孟司から宮台真司、脳科学者から社会学者、特殊漫画家から前衛画家まで、これまで、5千組以上の世界各国の文化人が登壇しトークを繰り広げている。また、後半は、デリック・メイ、ジェフ・ミルズ、ニーナ・クラビッツ、カールステン・ニコライから、DJ NOBU、メルツバウ、灰野敬二、ピエール・バルー、少女時代からパティ・スミス、冨田勲から坂本龍一まで、世界各国で活躍する3千組以上の、様々なジャンルのミュージシャンたちによる音楽配信を行い、ライブストリーミングを通じてソーシャルメディア上の同時体験として全世界に解放している。
- 2011年「Final Media DOMMUNE」として文化庁メディア芸術祭推薦作品に選出。2011年、東日本大震災を受け、DOMMUNEは震災3日後から被災地への募金を呼び掛けながら復興支援配信を重ね、世界中のビューワーから義援金を集める。その後、大友良英x和合亮一x遠藤ミチロウらが立ち上げた「PROJECT FUKUSHIMA!」に賛同し、福島支局「DOMMUNE FUKUSHIMA!」を郡山市のコミュニティFMラジオ KOCOラジスタジオ内に開局。福島の現状を、福島から世界に発信する独自のメディアを目指す。7月からは、紙メディアに進出し、「DOMMUNEBOOKS」を出版社を跨いで設立。書籍を立て続けに出版し始める。
- 8月19日には東日本大震災復興支援イベント「FREEDOMMUNE 0〈ZERO〉」を川崎市東扇島東公園で主催するが、会場であ東扇島東公園を襲った集中豪雨によって大雨洪水警報及び雷注意報が発表され、嵐の会場で宇川は中止を決断。 冨田勲、ジェフ・ミルズ、WHITE HOUSE、非常階段、メルツバウ、フィッシュマンズ、小室哲哉、salyu x salyu with 小山田圭吾他92組が全5ステージ、連続12時間演奏する予定であった。
- 同年、9月10日〜10月2日。文化庁メディア芸術祭の招聘でドイツ／ドルトムントのギャラリーU内に期間限定のドイツ支局「DOMMUNE DORTMUND」を開局。また、12月20日〜24日に『HARAJUKU PERFORMANCE＋DOMMUNE』のタイトルで、音響・映像システムをそのままラフォーレミュージアム原宿に移設し、5日間限定のサテライトスタジオを日本パフォーマンス/アート研究所と共に開設。ラフォーレで繰り広げられるトーク／ライブ番組（菊地成孔、大谷能生、東浩紀、岡村靖幸、吉田豪、冨田勲、小室哲哉、salyu × salyu with 小山田圭吾 他）をプロデュースしDOMMUNEから配信させた。
- 2012年7月から8月まで、渋谷-六本木間を往復する、世界初のDJブースとサテライトスタジオを設置したインタラクティブバス『ZIMA PARTY SHUTTLE』を運行。
- 8月11日、前年の大雨洪水警報による中止を踏まえ、屋根のある幕張メッセ6〜8ホールに会場を移し、タイトルを「FREEDOMMUNE 0〈ZERO〉 A NEW ZERO」と改題し東日本大震災復興支援イベントの再起を果たす。ライブステージ、DJフロア x3ステージ、トークブース、ギャラリー、映画館の合計7ステージ、出演アーティストはマニュエル・ゲッチングの「E2-E4」30周年記念を兼ねた、3.11後の日本に捧ぐ「E3-E11」LIVEを筆頭に、昨年の出演アーティストのリベンジを中心に全105組。来場者数1万6千382人のフリーフェスを成功させる。YouTubeとGoogle＋を使って、ギャラリー、映画館を除く、全ステージを5次元ライブストリーミング中継。フェス当日の合計視聴者数は72万412ビューワー。なお、このフェスのヘッドライナーは日本文化の礎である文豪、夏目漱石の「脳」（ホルマリン漬の実物）であった。
- 2012年11月。 タワーレコード とDOMMUNEの共同運営で、オリジナル番組の配信を行うカルチャー・プラットフォーム〈TOWER RECORDSOMMUNE SHIBUYA〉を開設。2013年5月、方向性の違いにより共同での番組運営を解消。
- 2013年7月6日〜12月11日。山口市立情報芸術センターYCAMの10周年に伴い、半年間限定のYCAMとDOMMUNEのコラボレートとして、DOMMUNEの開局から現在まで蓄積してきた未公開の約2000番組（総計5000時間）を越えるアーカイブから厳選したプログラムを、山口市中心商店街の5階建て空きビル一棟を使ったインスタレーション「宇川直宏／YCAMDOMMUNE」として展開。通称DOMMUNEビル。こけら落としには山口市長とYCAM館長と宇川直宏がテープカットを担当した。DOMMUNEビル1階では、これまで放送された番組の中から、DJプレイ動画のアーカイブを公開。18時以降はカフェ機能を併設。2階では、宇川直宏本人がデザインを手がけた、これまでの番組のテロップやIDとなどのグラフィックと、数々の著名な出演者のサインや記録写真を展示。3階では、トーク番組のアーカイブを公開。また、3階フロアは、山口YCAMDOMMUNEサテライトスタジオとしても機能。エキソニモ、都築響一、ヤン富田、坂本龍一、樋口泰人、イルリメ、伊藤ガビン、菊地成孔、大谷能生、坂口恭平、空族（富田克也、相澤虎之助）、山川冬樹x五所純子、灰野敬二、大友良英xSachiko Mx江藤直子＝「あまちゃんアンコール／全て語ります、あまちゃん音楽制作の背景」を招聘し、山口県からの番組制作／配信を行った。1年間限定のため、2013年12月に終了した。
- 2013年7月11日。3回目の「FREEDOMMUNE 0〈ZERO〉 ONE THOUSAND」を2012年と同じく幕張メッセで開催。手塚治虫をヘッドライナーとし、生前愛用した仕事机や筆記具、ベレー帽、そして『火の鳥』＆『ブッダ』の生原稿を展示した。また、2011年に中止となったFREEDOMMUNE 0〈ZERO〉のリベンジとして、太陽の黒点の影響から受け引き起こされる電磁波／ノイズをリアルタイムで電子音楽に取り入れる「ドーンコーラス / Dawn Chorus」を、冨田勲と、元GONGのスティーヴ・ヒレッジの共演で演出。91台のドラム隊によるパフォーマンスBOREDOMS Presents「7x13BOADRUM」を日本、そして屋内で初オーガナイズ、また、瀬戸内寂聴の90分にも及ぶ法話、そしてDIY & アナーコパンクの雄、クラス のペニー・リンボーに、"co-founders of CRASS"名義での初来日を実現させ、開催前から伝説と語られる。3台のソーシャルロボットが演奏するバンドZ-MACHINES、大友良英＆あまちゃんスペシャル・ビッグバンド、トークブースには、東浩紀や津田大介、都築響一、玉袋筋太郎から柳下毅一郎、根本敬まで全6ステージ、合計93組が登場した。来場者数1万4千531人。5次元ライブストリーミング中継の総視聴数は、138万4037ビューワー。募金合計金額、¥12,016,027。
- 2013年9月30日、サウンドシステム構築からオーガナイズまで全てをDOMMUNE主催で執り行う、配信無しのNEWライヴシリーズ「DOMMUNELIVE PREMIUM」を東京国際フォーラムホールで始動させる。第一回目は、マイ・ブラッディ・ヴァレンタインのワールドプレミアムライヴ。オープニングアクトは相対性理論。
- 2013年12月21日〜22日『HARAJUKU PERFORMANCE＋DOMMUNE』3年連続の開催。音響・映像システムをそのままラフォーレミュージアム原宿に移設し、2日間限定のサテライトスタジオを日本パフォーマンス/アート研究所と共に開設。ラフォーレで繰り広げられるトーク／ライブ番組（蓮沼執太フィル feat.坂本美雨、Open Reel Ensemble をプロデュースしDOMMUNEから配信させた。またこの日、大野松雄 とOpen Reel Ensembleとのセッションを実現させた。
- 2014年、マタギの集落と都市を結ぶ、575mの北秋田市阿仁根子の根子トンネルより『NEKKO FES 2014＋DOMMUNE』を配信。宇川がキュレーション・番組構成・ディレクション・ストリーミングを担当する。テーマは、畏敬なる大自然とトンネルの人工的ミニマリズムの中でのアートプロジェクトの融合。出演は、七尾旅人、ハチスノイト、柊アリス、真鍋大度、安野太郎。
- またこの年、『DOMMUNE University of the Arts -Tokyo Arts Circulation-』を3331 で開講。1ケ月間限定でDOMMUNEは千代田区3331に新たなるサテライトスタジオを展開。現代アーティスト100人のインタビューシリーズ 「THE 100 JAPANESE CONTEMPORARY ARTISTS」を2020年に完結させるべく、始動する。同年新フェス『DOMMUNE LIVE PREMIUM / KANDA INDUSTRIAL』3331を舞台に開催。出演アーティストは、NINA KRAVIZ、DANIEL MILLER、Oval feat.Ametsub、DJ NOBU、MOODMAN、galcid+HISASHI SAITO。同時にヘッドフォンのみで試聴するサイレントディスコスタイルのモジュラーシンセ・フェス『DOMMUNE／SILENT MODULAR WARS』を開催。 出演は、冨田勲、DANIEL MILLER、松武秀樹／Logic System、メルツバウ、Phew、DAVE SKIPPER、galcid＋DORAVIDEO＋齋藤久師、KYOKA、Unyo303、AXONOX、NAOKI NOMOTO、DREAMPUSHER。モジュラー黎明期からの歴史を総括する、7時間に渡るモジュラー・シンセサイザー・オンリーな実験プロジェクトとなり、またこのフェス自体を、ワイアレス・ヘッドフォン同時再生記録のワールドレコーズとして、ギネス世界記録に挑戦した。
- 2015年、東京都現代美術館、金沢21世紀美術館他、様々な美術館で、DOMMUNEが現代美術作品として展示され、またサテライトスタジオを美術館内に開局し、番組を配信するそのパフォーマンス自体が、パフォーミングアーツ／インスタレーションとして定着する。同年6月、宇川がオーストリア／リンツで開催されたアルスエレクトロニカのサウンドアート部門の審査委員を務める。
- 2015年12月、玉藻公園／披雲閣という国の重要文化財である御殿にメディアアート作品を展示するという試み『高松メディアアート・フェスティバル』が高松市の主催により開催。宇川がゼネラルディレクター、キュレーター、審査委員長に就任し「The Medium of the Spirit〜メディアアート紀元前」というコンセプトを立ち上げ、メディアアートの定義自体を問い直しつつ、世界各国のアーティストを招聘する。出演アーティスト／作品は、フランク・ザッパのクレイメーションでも有名な、ブルース・ビックフォードの生ジオラマや生クレイ、そして本人の初来日を筆頭に、死後、発見された天才写真家で15万枚以上の作品を撮り続けながらも、生前1枚も公表しなかった謎の写真家＝ヴィヴィアン・マイヤー作品の日本初展示と、ヴィヴィアン作品のメディアアートとしての考察。また、オーストリア・リンツで行われている世界有数のメディアアートの祭典＝アルスエレクトロニカの全面協力のもと厳選されたPRIX selectionからは、自身の腕に第三の耳を移植した、身体拡張アーティストのステラークが来日。そして、90年代、エスパー清田として、TVメディアを中心に大きなムーブメントを作った超能力者／祈人＝清田益章の初展示、和田永の廃品家電蘇生最新インスタレーション、そして二度の国家による弾圧を受けながらも、大正時代からメディアに注目し続けた「大本」の開祖、出口王仁三郎の映像作品や掛け軸。更には「憑依 x こっくりさん x 人工知能」をテーマに、宇川直宏の遂に1000枚を越えた憑依サインシリーズや、岡﨑乾二郎のこっくりさんを題材にした神秘メディアアート、真鍋大度によるディープラーニング絵画作品他38組。ステレオタイプな未来像などを軽く打ち破った、血の通ったフェスを目指し、数々の逸脱した作品と、作家本人が登壇し、歴史的な奇祭として国内外で話題になる。また、DOMMUNEも披雲閣の蘇鉄の間に引っ越し、御殿の中に高松サテライトスタジオを設立。その空間から全世界に向けて、ホーメイの伝統や骨伝導マイクの発声を探求する山川冬樹や、灰野敬二、Rhizomatiks Research、BRDGらのパフォーマンスを、110日間連続ストリーミングした。
- 2019年3月26日、ピエール瀧の逮捕を受けて電気グルーヴ楽曲を5時間配信し、Twitterトレンドで世界4位の反響を得た[3]。しかしフジテレビ系『バイキング』においてMC坂上忍らにより売名行為と批判され、これに対するアンサーとして4月15日、「坂上忍」楽曲のみで120分を送るプログラムを組んだ[4][5]。BuzzFeed Japanの神庭亮介は番組の感想を「作品に罪がないということを2度実証してみせた」と述べた[6]。
- 『DOMMUNE』により2020年度芸術選奨文部科学大臣賞。

## 作品

### MUSIC CLIPS／ミュージックビデオを監督したアーティスト・タイトル
- BOREDOMS『VISION△CREATION△NEWSUN』
- BOREDOMS『ETOT』（VHS及びDVD「SUPER SEEEE!!!!!」収録の短編実験アニメ）
- テイ・トウワ『AUDIO SEX』
- THE ORB『FROM A DISTANCE』
- ギターウルフ『GOD SPEED YOU!』
- 花代『874crybabykiller』(作詞）
- 嶺川貴子『FABIE(1.2.3. BEAT IT)』（中原昌也、生西康典との共作）
- 暴力温泉芸者（中原昌也）『Going Up The Country』（中原昌也との共作）
- SUPERCAR『YUMEGIWA LAST BOY』
- SUPERCAR『YUMEGIWA LAST BOY／映画『ピンポンヴァージョン）』
- SUPERCAR『RECREATION』
- SUPERCAR『BGM』
- DJ TASAKA『STREET STARS BREAKIN'』
- BACK DROP BOMB『SIGH』
- BACK DROP BOMB『BOGIE & SWERVE』
- WRENCH『CRINIC OF SATANIC (ULTRA LONG ヴァージョン)』
- GREAT3『DAN DAN DAN』
- POLYSICS『NEW WAVE JACKET』
- 砂原良徳『SPIRAL NEVER BEFORE』(○△□の3ヴァージョンが存在）
- CICADA『CHEW CHEW STEP (TRACK DOWN)』
- CICADA『KUSSA』
- 電気グルーヴ×スチャダラパー『TWILIGHT#1/アブストラクトな林檎たち』
- 電気グルーヴ×スチャダラパー『TWILIGHT#2/ふぞろいのネジ屋敷』
- 野宮真貴lovesM-flo『BIG BANG ROMANCE』
- InK『BASSLINE』
- iLL『RAPiLLED i MOVEMENT』
- パードン木村 x 宇川直宏『PARDON UKAWA』（肖像権の問題で放送禁止）
- 板尾創路 『少年B』
- 板尾創路 『太陽を盗んだ少年B』
- ジェロ『えいさ』
- MEG『FREAK - yasutaka nakata remix』
- iLL『KISS』
- DJ TASAKA『Heart Shaped One』
- capsule『FLASH BACK (Extended-Live mix)』
- 電気グルーヴ『タランチュラ』
- ORANGE RANGE『ウトゥルサヌ』
- ORANGE RANGE『ウトゥルサヌ-SONPUB remix-』（宇川直宏&HEART BOMB名義）

ほか多数

### TV CM／監督したCMの企業・商品名・タイトル
- 日産自動車／キューブ『Remix cube』篇
- SONY／Hi-MD Walkman『中島美嘉 - 45時間』篇
- リクルート／リクナビNEXT『ドーバー海峡で一句』篇
- リクルート／リクナビNEXT『シベリアンハスキー・キャトル・ミューティレーション事件』篇
- リクルート／リクナビNEXT『林間学校のピンボール・ウィザード』篇
- タワーレコード／NO MUSIC, NO LIFE『DISCIPLINE ラジカセ』篇

### BOOKS／作品集
- 「GAS BOOK7 / UKAWA NAOHIRO」(GAS AS INTERFACE)
- 「RANGOON RADIO!!」(東京キララ社）

### BOOKS／著書
- 「宇川直宏 / @DOMMUNE-FINAL MEDIAが伝授するライブストリーミングの超魔術!!!!!!!!」〈DOMMUNE BOOKS 0002〉 (河出書房新社)
- 「DOMMUNE オフィシャルガイドブック-1st」〈DOMMUNE BOOKS 0001〉(幻冬舎)
- 「DOMMUNE オフィシャルガイドブック-2 」〈DOMMUNE BOOKS 0006〉(河出書房新社)

### DVD
- 「UKAWANIMATION! / ZOUNDTRACK」(avex trax)
- 「宇川直宏 / Intoxicating Music Clips Of UKAWA NAOHIRO - MAD HAT LAUGHS!!!!!」(Ki/oon, SONY Musicentertainment)
- 「宇川直宏 /Scaning of Modulations」(UPLINK, VIEWSIC)
- 「BOREDOMS / SUPERSEEEE!!!!!!!!!」(Warner music Japan Inc.) ※プロデュース＆ディレクション
- 「電気グルーヴ / 20」(Ki/oon Records)※DVDに監督した『タランチュラ』が収録
- 「capsule / FLASH BEST」(YAMAHA)※DVDに監督した『FLASH BACK』が収録
- 「DJ TASAKA / SOUL CLAP」(Ki/oon Records)※DVDに監督した『Heart Shaped One』と『STREET STARS BREAKIN'』が収録
- 「MEG / Beautiful」(UNIVERSAL MUSIC) ※DVDに監督した『FREAK - yasutaka nakata remix』が収録
- 「SUPERCAR / HIGH BOOSTER U.N.V.J.WORKS」(Ki/oon Records)※DVD2層にリアルタイムVJ-MIXが全編(79分)収録
- 「RapiLLd i MOVEMENT / iLL X UKAWA NAOHIRO」(Ki/oon Records/HARTFAST)※プロデュース＆ディレクション
- 「板尾創路 / 少年B」(よしもとR&C) ※TOWA TEIプロデュースのCD＋宇川直宏プロデュース＆ディレクションのDVD2枚組
- 「電気グルーヴ×スチャダラパー / 電気グルーヴとかスチャダラパー」(Ki/oon Records)※DVDに監督した『TWILIGHT』#1&#2が収録
- 「SOUND x VISION」〈V.A.〉 (GAS AS INTERFACE)※監督したパードン木村x宇川直宏『PARDON UKAWA』が収録
- 「AUDIO VISUAL JAPAN」〈V.A.〉 (NOW ON MEDIA)※監督したテイ・トウワ Sweet Robots Against the Macine『AUDIO SEX』が収録
- 「谷岡ヤスジのメッタメタガキ道講座」〈監修〉 (UPLINK, MOM/N/DAD)
- 「ANIMACTIONS!!! / KEIICHI TANAAMI & AIHARA NOBUHIRO」〈監修〉(CREAGE / YAMAHA)
- 「小室哲哉 / TETSUYA KOMURO Special Live @DOMMUNE (TK Presents BROADJ #332) 」〈監督〉(avex trax) ※DOMMUNEで配信したLIVEがDVD化
- 「ORANGE RANGE /orcd」(SUPER ECHO LABEL)※DVDに監督した『ウトゥルサヌ』が収録

### VIDEO
- 「UKAWA NAOHIRO / Scaning of Modulations」(UPLINK, VIEWSIC)
- 「BOREDOMS / SUPERSEEEE!!!!!!!!!」(Warner music Japan Inc.)
- 「THE ORB / FROM A DISTANCE」(宇川直宏x藤子プロxLADMUSICIAN)
- 「LADMUSICIAN / 2001 A/W TOKYO COLLECTION "DARKNESS"」(LADMUSICIAN)
- 「LADMUSICIAN / 2000 A/W TOKYO COLLECTION "POST PEAK"」(LADMUSICIAN)
- 『STRUGGLE FOR PRIDE / STRUGGLE FOR VHS feat VHS(UKAWA NAOHIRO)』(BADTRIP/RAW LIFE)

ほか多数

## UKAWANIMATION!
UKAWANIMATION! とは、宇川直宏が発案したコンセプト＋歌詞／イメージ＋絵コンテを、それぞれミュージシャンや映像作家に伝え、楽曲とミュージック・クリップを同時生成させていくという、流動性不定形なメンバーによる新しいミュージック・コミュニティの確立を目指したものだ。「現代のミュージックシーンには、コンビニエンスなラブソングが繁殖しすぎている」と批評する宇川は、このプロジェクトを通じて"人間以外の森羅万象からみた世界"のみをコンセプトにして、今後、映像と楽曲を制作してゆくという。「生命の祭典」ともいえるアトランダムなテーマとアーティストたちが混在する光景こそが、宇川直宏が新たに考える作品であり、人、言葉、音、映像が交差していく「環境」それ自体がUKAWANIMATION!なのだ。 私たちが生きている、静物と動物からなる「環境」＝自然というものを擬人的にとらえ、カメラ・レンズの反射角やフクロウとネズミの追走劇などに「生気＝アニマ」を見出していくこと。木々や風が笑い、象や馬が語りかけてくるような、イメージと物語の衝突が奏でるポピュラー・サウンドのニュー・ディメンションを UKAWANIMATION! は街のあちこちにあるリアル環境に向けて送り届けようとしている。本プロジェクトは宇川直宏によるハードコアな「エコ・クリティシズム＝環境の考え方」であり、現在のJポップ／ロック／ダンスミュージックに地殻変動を迫る「音と映像による、春夏秋冬の祭典」なのだ。なお、このユニット名の由来はアニミズムの思想が下地になっている。
- MUSIC CLIP『糸電話で奏でるデリック・メイの"ストリングス・オブ・ライフ』Directed by UKAWANAOHIRO

### UKAWANIMATION!名義での作品

#### 1st MAXI SINGLE
- 『UKAWANIMATION! / 惑星のポートレイト 5億万画素』(2008)
  1. UKAWANIMATION! feat. 石野卓球 x 萩原健一「惑星のポートレイト 5億万画素」{{{1}}}
  2. UKAWANIMATION! feat. DEDE MOUSE「空白のおまえを飲み込んでしまうまで」{{{1}}}

#### 1st ALBUM (CD+DVD)
- 『UKAWANIMATION! / ZOUNDTRACK』(2008)
  1. UKAWANIMATION! feat. 石野卓球 x 萩原健一「惑星のポートレイト 5億万画素」- Dedicated to カメラ ( Camera ) 
  2. UKAWANIMATION! feat. DAZZ Y DJ NOBU「千葉八街のリアルアンダーグラウンド落花生栽培」- Dedicated to 落花生 ( Peanut ) 
  3. UKAWANIMATION! feat. MERZBOW「羽毛に纏わる水滴無限循環」- Dedicated to アヒル ( Duck ) 
  4. UKAWANIMATION! feat. JONTE x TOBY「開いた身体は白い列島／"ひつまぶし"での感電症例」- Dedicated to ウナギ ( Eel ) 
  5. UKAWANIMATION! feat. ALTZ「溺れながらの光合成実験／ニコラス・ド・O2・ソシュール」- Dedicated to 酸素 ( Oxygen ) 
  6. UKAWANIMATION! feat. HANATARASH「偏西風の次第♯1／中緯度高圧帯から極高圧帯へ」- Dedicated to 偏西風 
  7. UKAWANIMATION! feat. STRINGRAPHY「糸電話で奏でるデリック・メイの"ストリングス・オブ・ライフ"」- Dedicated to 弦 ( String )
  8. UKAWANIMATION! feat. ABRAHAM CROSS「盗まれた平衡感覚／アニマルライツ的野良猫飼育推進」- Dedicated 飼い主のいない猫 ( Stray Cat ) 
  9. UKAWANIMATION! feat. HANATARASH「貿易風の次第♯2／亜熱帯高圧帯から赤道高圧帯へ」- Dedicated to 貿易風 
  10. UKAWANIMATION! feat. MEG x LL「秘境の奥の虫歯の記憶」- Dedicated to スプーン ( Spoon ) 
  11. UKAWANIMATION! feat. 田中フミヤ「57杯目のブラッディー・メアリー」- Dedicated to ウォッカ ( Vodka )

## XXX RESIDENTS
「人間以外の森羅万象からみた世界」のみをコンセプトに掲げ、音と映像を同時生成してゆく宇川直宏のニュー・プロジェクト＝UKAWANIMATION!。そのプロジェクトから派生したレジデンツのマルチメディア・コスプレユニットがXXX RESIDENTSである。XXX RESIDENTSは2009年6月に行われたUKAWANIMATION!のワンマンライブ、および9月11日に開催された相対性理論とのツーマンライブに出演し、両公演の会場となった東京・LIQUIDROOM ebisuにあわせて「EBIS RESIDENTS」という名義でライブを披露。さらに9月20日には水戸芸術館で行われる「水戸短編映画祭」に登場し「MITO RESIDENTS」名義で高木正勝とともにパフォーマンスを行った。同年12月16日 コンピュータグラフィックス・インタラクティブ技術の国際カンファレンス『SIGGRAPH ASIA 2009』からの招聘で、横浜 Bank ART/NYK Hallにてシーグラフのオープニングアクトに選抜。d.v.d、伊東篤宏 OPTRONとの共演を果たす。このころから冠にライヴ開催地の地名を付けず、XXX RESIDENTSに統一する。同年12月23日 渋谷WOMB『WOMBLIVE COLOR Vol.1』に出演。石野卓球、WRENCHと共演。2010年3月27日『clubasia 14th Anniversary』に出演。TOWA TEI、KEN ISHII、GOTH-TRADと共演。2012年 新木場スタジオコーストで開催した、バルセロナ発の電子音楽とメディア・アートの祭典＝『SonarSound Tokyo』のメインステージに招聘される。DOMMUNE開局以来、他の全ての創作を休止していた宇川が他メンバーを徴集し再活動。ヴィンセント・ギャロやザ・シネマティック・オーケストラと共演を果たす。

### XXX RESIDENTS名義での作品

#### 1st ALBUM (CD+DVD)
- 『XXX RESIDENTS / ATTACK OF THE KILLER BLACK EYE BALL』(2009)
  1. BLACK EYEBALLS ARE COMING!!
  2. A SNEEZE SMELLS LIKE KLAFTY CHEESE
  3. THE SECRET SEED PICK IN THE PUBLIC BATH
  4. SLUGGISH SONG FOR STINKBUGS
  5. DISTORTIONAL SMACK OF THE LIPS
  6. MOUSETRAP IN UGUISUDANI
  7. CENSUS TAKER - feat. MERZBOW
  8. HARSH NOISE FOR HOTEL MISSY KYOTO

## VJ／VJとしてPLAYしたパーティー・アーティスト

### 2005年
- 2005年のVJ本数は年間で52本
- 2005年に共演した主要なDJ陣、代表的なパーティー、イベント、フェスは以下
- DANIEL WANG
- Francois K
- DJ MARK FARINA
- DERRICK CARTER
- CARL CLAIG
- GOLDIE
- FLYING RHYTHMS
- PANSONIC
- YOUTH
- Metro Area 808
- Altz
- EYE（山塚アイ）
- L?K?O
- HIKARU
- MOODMAN
- ボーイ・ジョージ
- SLY MONGOOS
- KEN ISHII
- MAURICE FULTON
- MU
- DJ TASAKA
- KAGAMI
- RYUKYUDISKO
- SECRET CINEMA
- 田中フミヤ
- FRANK MULLER
- JORIS VOORN
- REINHARD VOIGT
- RENATO COHEN
- ABE DUQUE
- RAWLIFEでのCRYSTALとPEECHBOY
- 恵比寿MILK10周年でのFORCEofNATURE
- 京都WORLD4周年でのF.P.MとEMMA
- 名古屋MARGO9周年での MOODMAN、高橋透
- FLASH TOURでのテイトウワとの全国巡礼
- 恵比寿リキッドルームでのEYEとの 7HOURS
- 恵比寿リキッドルームでの石野卓球との7HOURS
- 恵比寿リキッドルームでの石野卓球との17時間カウントダウン
- 『WIRE05』
- 『フジロックフェスティバル05』
- 『RAWLIFE05』
- 『渚05 春／秋』
- 『METAMORPHOSE05』他多数。

### 2006年
- 2006年のVJ本数は年間で54本
- 2006年に共演した主要なDJ陣、代表的なパーティー、イベント、フェスは以下
- LOUIE VEGA
- THE RAMM:ELL:ZEE
- MAURICE FULTON
- MU
- ESG
- MARK FARINA
- DJ SNEAK
- DJ SPUN & BEN COOK
- MOODMAN
- KARAFUTO
- COBURN
- FELIX KROCHER
- 石野卓球
- 川辺ヒロシ
- 田中フミヤ
- MICHAEL MAYER
- TOBY
- ALEXANDER KOWALSKI
- BEROSHIMA
- JORIS VOORN
- SECRET CINEMA
- AFRA&INCREDIBLE BEAT BOX BAND
- SLY MONGOOSE
- JUZU a.k.a.MOOCHY
- HIKARU(Blasthead)
- KOSMIC RENAISSANCE (Shing02, David Boyce, Sameer Gupta)
- テイトウワ
- 瀧見憲司
- STRUGGLE FOR PRIDE
- CICADA
- あぶらだこ
- EYE
- CMT
- InK JAPANツアー
- V∞REDOMSカウントダウン7UP!!!!!!!
- フジロックフェスティバル06での電気グルーヴ
- 恵比寿リキッドルーム,AGEHAでの電気グルーヴ
- フジロックフェスティバル06でのiLL
- シンガポールバターファクトリー
- 恵比寿リキッドルームでの石野卓球との17時間カウントダウン
- 恵比寿リキッドルームでのiLLusion by iLL 総合演出
- 恵比寿MILK11周年でのFORCE of NATURE, TRAKS BOYS
- 『WIRE06』
- 『フジロックフェスティバル06』
- 『RAWLIFE06』
- 『渚06 秋』
- 『METAMORPHOSE06』他多数。

## TWOTHOUSAND MANIACS!Recordsディスコグラフィ（リリース歴）
TWOTHOUSAND MANIACS!Recordsは当時19歳だった宇川直宏が、カッティングマシーンを購入したことにより立ち上げたプロジェクトで、MOM'N'DAD PRODUCTIONS以前に運営していたブートレグ専門のアセテート盤7inchノイズ・レーベル。1988年頃設立。リリース・タイトル総数は約10作で、海外輸出中心。なお、Genocide Organのリリース2枚については、TESCOから直接オファーされたオフィシャルリリースらしい。その活動の実態については未だ不明瞭だが、タイトルが判っているものは以下のとおり。

### TWOTHOUSAND MANIACS!7inch Records
- Whitehouse『Black Metal Box』(no number/ltd.15)1988

※ゴールドのアセテートディスク5枚、Tシャツ、ブックレット、ステッカーがメタルケースに入ったボックスセット。
- Kräng『Never Ending Man Is Meat』7" (no number/ltd.50)1989
- MB『Genocide Of The Menses』7" (T.T.M.-03)1989

※ティモシー・リアリーに捧げられている。
- Whitehouse『28-7-90 Club Volts In Motion』7" (T.T.M.-04/ltd.90)1990

※レッドシルバーのアセテートディスク
- Rusty Evans『Works』7" (T.T.M.-05/ltd.20)
- BOREDOMS『Surfin'Bird』7" (GRAVESTYLE/ltd.30)1990

※『Fool's Mate』1990年12月号にレビュー掲載。GRAVESTYLEはTWOTHOUSAND MANIACS!の別名。
- The New Blockaders『The Sound Of Great Noise (T.S.O.G.N)』7"(T.T.M.-06)1991

※サーフェイス違いの黒い布地を手縫いでパッチワークしたジャケット
- Genocide Organ『A Case of Orthopedic Fetishism』7" (T.T.M.-07/ltd.60)1992

※ジャケット2種類。アセテート盤はブラック・ゴールド・レッドシルバーの3種類。
- Sutcliffe Jügend『Sutcliffe Energy』7"(T.T.M.-08/ltd.50)1992
- Genocide Organ『A Functional Chapter of Sexual Process』7"(GRAVESTYLE RECORDS/ltd.80)1992

※ジャケット2種類。アセテート盤はブラック・ゴールドの2種類。
■MB『Genocide Of The Menses』とKräng『Never Ending Man Is Meat』の音源は、海外Statutory Tapeレーベルのブートレグ・カセット『Even Anti-Art Is Art...That Is Why We Reject It』にここから収録された。また、MBは2008年に再発された2枚組ボックス・セットMaurizio Bianchi『Mectpyo Bakterium』(menstrualrecordings)に「Genocide O.T.M.」として収録。

## MOM/N/DAD PRODUCTIONSディスコグラフィ(プロデュース/リリース歴)
※宇川の個人デザインプロダクションとして90年頃設立。その後、92年にアルマーニのバッタ物を売りさばいて富を得た小学校時代からの友人、佐野和樹から、いきなり手渡された現金100万円で、CDレーベル『MOM’n'DAD PRODUCTIONS』発足。 以降、不定期ながら地道なリリースを重ね、現在も宇川のデザイン事務所の屋号『株式会社 MOM/N/DAD PRODUCTIONS』として機能している。

### MOM/N/DAD PRODUCTIONS CD
- Hanatarash『Last Live!! 88 Feb. 21 Antiknock Tokyo』(MoM001)1992

※CDの余ったメディアに宇川選曲のMOOG MUSIC『The Exotic Moog of Space Age Bachelor Pad Music』収録
- Hanatarash『Best Live!! 84 Dec. 16 Zabo-Kyoto』(MoM002)1993

※CDの余ったメディアに宇川選曲のMOOG MUSIC『The Exotic Moog of Space Age Bachelor Pad Music 2』収録
- Hanatarash『First Live!! 82 Apr. 12 Studio Ahiru-Osaka』(MoM003)1993

※CDの余ったメディアに宇川選曲のVOODOO MUSIC『The Exotic Mood of Chaotic VooDoo! Riot In The Jungle』収録
- Magical Power Mako『Hapmoniym 1972-1975 #1』(MoM004)1993
- Magical Power Mako『Hapmoniym 1972-1975 #2』(MoM005)1993
- Magical Power Mako『Hapmoniym 1972-1975 #3』(MoM006)1993
- Magical Power Mako『Hapmoniym 1972-1975 #4』(MoM007)1993
- Magical Power Mako『Hapmoniym 1972-1975 #5』(MoM008)1993
- Magical Power Mako『Hapmoniym 1972-1975 #6〜#15』（MoM009〜MoM018/未リリース）
- 灰野敬二『天乃川(Milky Way)』(MoM019)1993
- INVISIBL SKRATCH PIKLZ DJ Q-BERT VS D-STYLES『Hot Sauce In the Dick Hole』(MoM020)1996
- INVISIBL SKRATCH PIKLZ DJ Q-BERT VS A-TRAK『Buck Tooth Wizardz』(MoM021)1996
- V.A.『ADVENTURES OF MONCHICCHI』(MNDN007)2005

※MOM/N/DAD Productionsの姉妹レーベルであるNAKANAORI Productionからのリリース〈監修/JENNA〉

### MOM/N/DAD PRODUCTIONS DVD
- 谷岡ヤスジDVD BOX「谷岡ヤスジのメッタメタガキ道講座」〈監修/宇川直宏〉 (MOM/N/DAD,UPLINK/ULD-173)2004

※通称／アサに近〜〜〜〜〜〜いNIGHTMARE BOXXX〈内容は宇川編集鼻血付きコミック/谷岡ヤスジ傑作選(全100P)＋谷岡ヤスジ本人が唄う主題歌『ヤスジのオラオラ節』復刻版シングルCD＋鼻血付きティッシュ封入〉

## ARTICLE WORKS／代表的な執筆活動
- 『BIZARRE MAGAZINE』連載「BIZARRE VIDEO PREVIEW」
- 『アクションプレス』連載
- 『Bar-f-out!』連載「現実を制裁せよ!!」(-1996)
- 『GURU』連載(1994)
- 『VROW』連載(1995-1996)
- 『SWITCH』連載「Scandinavian childs Works(石原豪人との連載)」(1993-1995)
- 『ele-king』「西海岸★積み木くずし」(1995-1997)連載
- 『STUDIO VOICE』「Ukawamerican Express / CALIFORNIAN SHOCK HUNTER」(1995-1997)連載
- 『SWITCH』連載「Floor of Godfather / 活字のディスコティーク」(2004-2005)
- 『GINZA』連載「宇川直宏の大喜利CURATION GYM」(2017-)

宇川の文体は、文末に「!!!!!!!!!!!!」のようにエクスクラメーションマークを多用する特徴がある。
基本的に宇川が雑誌に登場するときの写真は、顔を布等で全て隠してその上にカメラなどを配置するか、上野クリニックの広告のように上着のネックを上げて顔の下半分を隠す事がほとんどである。

## EXHIBITION／展覧会履歴
※現代美術家としての宇川の活動。『』内は個展タイトル or 作品タイトル、""内はグループ展の展覧会タイトル。2006年以降は本格的にキュレーション活動も開始。

### 2001年
- 『OP RACE 20000000000』 - "OPTICAL TRANCE"/ キリンプラザ・大阪（グループ展）
- 『PRETTY WOMAN』 / LOS APSON・東京（個展）
- 『!!!!!!!!!!!!! x 1000000000』 - "BUZZ CLUB - News From JAPAN" / PS1 MOMA・ニューヨーク（グループ展）
- 『GRAPHIC MESIGNED Series # 1』 - "JAM EXIHBITION" / バービカンアートギャラリー・ロンドン（グループ展）
- 『S・E・X / UKAWA NAOHIRO VS KEIICHI TANAAMI』 - "Versus EXIHBITION"/ パルコミュージアム・東京（グループ展）

### 2002年
- 『HIGH SCHOOL TANATOPSYS』 - "JAM展" / オペラシティアートギャラリー・東京（グループ展）
- 『SUPER EGO BURGER』 - "ACTIVE WIRE" / ハジャセンター・ソウル（グループ展）
- 『Daily Music CLIP』 - "メモリー〜映画・映像の文化展" / 高松歴史資料館・香川（グループ展）
- 『「冨田勲／惑星」の為の.....』 - "JUNGLE LP SHOW" / ROCKET ・東京（グループ展）
- 『GIMNOPEDIE 1 / SATIE dedicated to Takashi Miike』 - "Canon Art Project URBANLENZ" / TN Probe・東京（グループ展）
- 『SxSxS / SxTxUxFxFxExD SxPxExCxIxMxExN OxF SxKx8xS』 - "SK8 ON THE WALL" / ROCKET・東京(グループ展)

### 2003年
- 『No Breath』 / YASUギャラリー・東京（個展）/ THE GALLERY HOTEL・シンガポール（個展）
- 『Moving Action! #1』 - "Take ART Collection 2003"/ スパイラルホール・東京（グループ展）
- 『Daily Psychic TV / Emperor's Dead』 / LADMUSICIAN Gallery・東京（個展）
- 『Yellow Gold Disk for Exilim / Red Gold Disk for Exilim』 - "ARTED ON...EXILIM" / ROCKET・東京（グループ展）
- 『100YENの横尾忠則』 - "TAKEO PAPER SHOW2003 - COST：VALUE" / スパイラルホール・東京（グループ展）
- 『Infinite Delorian Freaks』 / グレイミュージアム・函館（常設）
- 『False disco Robo』 - "京友禅YUZEN HISTORY MIX" / 千總 友禅GALLERY・京都 / スパイラルホール・東京（グループ展）
- 「Fresh Fruits, Vegetables & Anima MxKxM」 - "DISNEY LABORATORY" / クラスカ・東京（グループ展）
- 『Rangoon Radio ♯28』 - "TAKEO PAPER SHOW2002 - PLEASE" / スパイラルホール・東京（グループ展）

### 2004年
- 『!!!SEEDWARS!!!』 / トランスプラントギャラリー・ニューヨーク（個展）
- 『DARTS PAINTING♯1』 - "TURD" / FIFTY24SF・サンフランスシスコ（グループ展）
- 『DARTS PAINTING♯2』 - "TURD" / Carve・ロサンジェルス（グループ展）
- 『REFRIGERATOR PAINTING』 / LYDMAR・ストックホルム（グループ展）
- 『!!!UZULIVE!!!』 / 中京大学・名古屋 （個展）
- 『GRAPHIC MESIGNED Series # 2』 - "MUSIC GRAFFITI JAPAN" / KPOキリンプラザ・大阪 （グループ展）
- 『The later SCANING OF MODULATIONS』 - "アルスエレクトロニカ" / オーストリア・リンツ（グループ展）
- 『タイトル不明』 - "KITTY EX" / 森美術館・東京（グループ展）
- 『GRAPHIC MESIGNED Series # 3』 - "Fusion: Design in Japan" / イスラエル美術館・エルサレム（グループ展）
- 『100,000,000 yen that were covered with a bubble』 - "Take ART Collection 2004"/ スパイラルホール・東京（グループ展）
- 『DISCO UNIVERSITY / TANAAMI KEIICHI x UKAWA NAOHIRO』 / KPOキリンプラザ・大阪（二人展）
- 『A thing like Mumin who put on a condom』 - "COLLABORATION RUG ART" / GALLERY RAKU・東京（グループ展）

### 2005年
- 『768936352 dimensional of THE WAR』 - "GUNDAM GENERATING FUTURES" / サントリーミュージアム・大阪（グループ展）
- 『SUPERNATURAL DELUSION』 - "METAMORPHOSE05" / 富士・日本ランドHOWゆうえんち"・静岡（グループ展）

### 2006年
- 『RAPiLLD i MOVEMENT#1』 / NANZUKA UNDERGROUND・東京（個展）
- 『UKAWA'sTagz Factory!!!』 - "GIFT" / スパイラルホール・東京（グループ展）
- 『Dr. Toilet's Rapt-up Clinic』 - "Rapt!" / キングスギャラリー・オーストラリア・メルボルン（個展）
- 『電気用品安全法(PSE法)によって消え逝く危険性があるもの展』 / NANZUKA UNDERGROUND・東京（キュレーション）
- 『篠原有司男・暴走集会2006!!!!!!!! / 泥濘の鬼退治バイカーズ展!!!!!!!!』 / NANZUKA UNDERGROUND・東京（キュレーション）
- 『GRAND STAGE』 "FINAL HOME SURVIVAL -ADDICT" / NANZUKA UNDERGROUND・東京（グループ展）
- 『ONGAROO Feat.Video Nanoo / UKAWA NAOHIRO x EYE』 / Artzone・京都 / MAGIC ROOM・東京（二人展）

### 2007年
- 『A Series of Interpreted Catharsis episode1 - Hurricane Katrina』"六本木クロッシング" / 森美術館・東京（グループ展）
- 『A Series of Interpreted Catharsis episode2 - earthquake』 / NANZUKA UNDERGROUND・東京（個展）
- 『GRAPHIC MESIGNED Series # 4』 - "MUSIC GRAFFITI JAPAN" / 表参道ヒルズ「O:」・東京（グループ展）
- 『THE FOOD CHAIN THAT KENNEDY STAYS IN TOP』- "DEBRI PROJECT" / LE DECO・東京（グループ展）
- 『installation of RAPiLLD i MOVEMENT#2』 / "文化庁メディア芸術祭10th" 国立新美術館・東京（グループ展）

### 2008年
- 『射精するナウマンゾウ』  -"エマージング・ディレクターズ・アートフェア「ULTRA 001」" / 青山スパイラル・東京(グループ展)
- 『手塚治虫対談集に捧げるシャンデリア』 -"手塚治虫生誕80周年記念"手塚治虫の遺伝子 闇の中の光展" / 渋谷パルコ・東京(グループ展)
- 『Extremely Best of UKAWA NAOHIRO 2000 - 2008 / UKAWARTCHIVES 1』  / 山本現代・東京（個展）
- 『SxSxS / SxTxUxFxFxExD SxPxExCxIxMxExN OxF SxKx8xS』(再演)  - "エコゾフィーの実践1" / EYE OF GYRE・東京(グループ展)

### 2009年
- 『BIG 1 SKULLPTURE!!!!!!!!!!!!』 - DIAMOND DREAMSプロ野球セパ誕生60周年記念エキシビジョン・東京ミッドタウン（グループ展）
- 『UKAWA'S TAGS FACTORY!!! 500 Counterfeit Autograph!!! 』 - GALAXY GALLERY・大阪（個展）
- 『UKAWA'S TAGS FACTORY!!! 300 Counterfeit Autograph!!! 』 - Time OUT Caffe GALLERY・東京（個展）
- 『UKAWA'sTagz Factory!!!2』 - "CLAZYMARKET" / GALAXY GALLERY・大阪（グループ展）
- 『Daily Psychic TV / Emperor's Dead』(再演) / -"恵比寿映像祭AltanativeVisions" / 東京都写真美術館・東京 (企画展)
- 『LIVE Drawing Show「BIRTH DEATH EXPERIENCE＃1」』  -"ART@AGNES" / アグネスホテルアンドアパートメンツ・東京 (個展)
- 『Fresh Fruits, Vegetables & Anima MxKxM』(パーマネントコレクション) -"IMAGINATION"視覚と知覚を超える旅 / 東京都写真美術館・東京 (企画展)
- 『UKAWANIMATION! First LIVENIMATION!!!!!』"-UKAWANIMATION! vs EBISU RESIDENTS-" / 6.13 LIQUIDROOM・恵比寿（ライヴパフォーマンス）
- 『EBISU RESIDENTS』"-相対性理論 with EBIS RESIDENTS-" / 9.11 LIQUIDROOM・恵比寿（ライヴパフォーマンス）
- 『MITO RESIDENTS』"-高木正勝 with MITO RESIDENTS-" / 9.20 "水戸短編映画祭"/ 水戸芸術館現代美術ギャラリー・茨城（ライヴパフォーマンス）
- 『XXX RESIDENTS』"-with d.v.d、伊東篤宏、MOODMAN-" / 12.16 "SIGGRAPH ASIA 2009"/ Bank ART/NYK Hall・横浜（ライヴパフォーマンス）
- 『XXX RESIDENTS』"-with 石野卓球、WRENCH-" / 12.23 "WOMBLIVE COLOR Vol.1"/ WOMB・渋谷（ライヴパフォーマンス）

### 2010年
- 『Dr. Toilet's Rapt-up Clinic』(再演) - "REFLECTION/映像が見せるもうひとつの世界" / 水戸芸術館現代美術ギャラリー・茨城（グループ展）
- 『The final media DOMMUNE』(現在更新中) Live Streaming Studio  - 渋谷 / 東京（ライヴストリーミング・パフォーマンス）
- 『XXX RESIDENTS』"-with TOWA TEI、KEN ISHII、GOTH-TRAD-" / 03.27 "clubasia 14th Anniversary"/3.27 clubasia・渋谷（ライヴパフォーマンス）

### 2011年
- 『UKAWA'sTagz Factory!!!』(パーマネントコレクション) - "G.Gコレクション01" / GALAXY GALLERY・大阪（グループ展）
- 『The final media DOMMUNE』(「5/5.2010放送『HIPHOP子供新聞』を展示) - "第14回文化庁メディア芸術祭" / 国立新美術館・東京
- DOMMUNE DORTMUND!『The final media DOMMUNE / Dortmund Satellite Studio』 - "Japan Media Arts Festival" / Dortmund U・ドイツ・ドルトムント
- 『A Series of Interpreted Catharsis episode2-earthquake』(再演)"BETTER NEVER THAN LATE"  / 埼玉県立近代美術館・埼玉（グループ展）
- 『FREEDOMMUNE 0＜ZERO＞2011』 - 川崎市東扇島東公園・神奈川（東日本大震災復興支援イベント）＜大雨洪水警報、及び雷注意報により中止＞
- 『HARAJUKU PERFORMANCE＋DOMMUNE』/ Laforet Museum Harajuku Satellite Studio  / ラフォーレミュージアム原宿・東京

### 2012年
- 『A Series of Interpreted Catharsis episode2 - earthquake』(再演)『Fear of Loss ll』-multiples and copies - / 山本現代・東京（グループ展）
- 『JAZZDOMMUNE』『VISUALIZER』/ GALAXY GALLERY（グループ展）
- 『FREEDOMMUNE 0＜ZERO＞ A NEW ZERO!!2012』 - 幕張メッセ・千葉（東日本大震災復興支援イベント）
- 『夏目漱石／THE UNIVERSE』 with やくしまるえつこ（朗読）『FREEDOMMUNE0〈ZERO〉 A NEW ZERO』/ 幕張メッセ・千葉（個展）
- 『HARAJUKU PERFORMANCE+DOMMUNE 2012』 / Laforet Museum Harajuku Satellite Studio  / ラフォーレミュージアム原宿・東京
- 『Ukawanimation! presents XXX Residents』"-with Vincent Gallo、The Cinematic Orchestra etc…-" / 4.22 "SonarSound Tokyo"/ Studio Coast・新木場（ライヴパフォーマンス）

### 2013年
- DOMMUNE YAMAGUCHI!『YCAMDOMMUNE』 /Yamaguchi Center for Arts and Media Satellite Studio /  -『YCAM 10th Anniversary』/ YCAM・山口（個展）
- 『YCAMDOMMUNE LIVE』 -『YCAM 10th Anniversary』/ YCAM・山口（ライヴストリーミング・パフォーマンス）
  - 第一部：『爆音クラシック』 出演：坂本龍一、湯山玲子
  - 第二部：ヤン富田ライブ『禅と生命体と宇宙線』 出演：ヤン富田（バイオニック・ミュージック・システム）参加メンバー：小山田圭吾 (脳波提供被験者)、コンピューマ (被験者介護) 、ロボ宙 (ボイス)
- 『FREEDOMMUNE 0 ＜ZERO＞ ONE THOUSAND 2013』 - 幕張メッセ・千葉（東日本大震災復興支援イベント）
- 『DOMMUNE LIVE PREMIUM / "NEW TRACKS"』- my bloody valentine - World Premium Live /  東京国際フォーラム・丸の内（サウンドパフォーマンス）
  -  オーガナイズ：宇川直宏 出演アーティスト： my bloody valentine（from Ireland）、相対性理論
- 『HARAJUKU PERFORMANCE＋DOMMUNE 2013』/ Laforet Museum Harajuku Satellite Studio  / ラフォーレミュージアム原宿・東京

### 2014年
- 『2NECROMANCYS』 - 山本現代・東京（個展）
  - 「UKAWA'S TAGS FACTORY（完結編）1000 Counterfeit Autograph!!! 〜宇川直宏によるセレブリティー1000人の偽サイン展」
  - ＋「夏目漱石／THE UNIVERSE（re-turns）」 with やくしまるえつこ（朗読）
- 『NO BREATH with DJ  JOHN CAGE』（再演）/ "ALTERNATIVE TOKYO" / Studio Coast・東京（個展）
- DOMMUNE x 3331 Arts Chiyoda!『DOMMUNE University of the Arts -Tokyo Arts Circulation-』KANDA Satellite Studio - 3331 Arts Chiyoda・東京（ライヴストリーミング・パフォーマンス & インスタレーション）
  - 「THE 100 JAPANESE CONTEMPORARY ARTISTS」
  -  キュレーション・番組構成・ディレクション・ストリーミング：宇川直宏 参加アーティスト： 会田誠、飴屋法水、榎忠、岡崎乾二郎、小谷元彦、河原温、鴻池朋子、小林正人、杉本博司、田名網敬一、Chim↑Pom、椿昇、中村政人、蜷川実花、原口典之、堀浩哉、毛利悠子、森山大道、ヤノベケンジ、横尾忠則、宇川直宏
  - 「DJ JOHN CAGE & THE 1000 WORLD WIDE DJS」 - 3331 Arts Chiyoda・東京
- DOMMUNE KITA-AKITA!『NEKKO FES 2014＋DOMMUNE』KITA-AKITA Satellite Studio - 根子トンネル・北秋田市阿仁根子（ライヴストリーミング・パフォーマンス）
  -  キュレーション・番組構成・ディレクション・ストリーミング：宇川直宏 出演：七尾旅人、ハチスノイト、柊アリス、真鍋大度、安野太郎
- 『DOMMUNE LIVE PREMIUM / KANDA INDUSTRIAL』-  3331 Arts Chiyoda・東京（ライヴストリーミング・パフォーマンス）
  -  オーガナイズ：宇川直宏 出演アーティスト： NINA KRAVIZ（from Moscow）、DANIEL MILLER（from LONDON）、Oval（from BERLIN） feat.Ametsub、DJ NOBU、MOODMAN、galcid+HISASHI SAITO
- 『DOMMUNE／SILENT MODULAR WARS』- 3331 Arts Chiyoda・東京（ライヴストリーミング・パフォーマンス）
  -  オーガナイズ：宇川直宏 出演アーティスト： 冨田勲、DANIEL MILLER、松武秀樹／Logic System、MERZBOW、Phew、DAVE SKIPPER、galcid＋DORAVIDEO＋齋藤久師、KYOKA、Unyo303、AXONOX、NAOKI NOMOTO、DREAMPUSHER

### 2015年
- DOMMUNE x 東京都現代美術館「DOMMUNE / 小夜子の世界夜話」Dedicated to 山口小夜子 9.19.49 - 8.14.07（約180min）『山口小夜子 未来を着る人』/ 東京都現代美術館・東京（グループ展）
- 「小夜子 光と闇の夜 / 山口小夜子 未来を着る人」 宇川直宏 with ハチスノイト『山口小夜子 未来を着る人』/5.30 東京都現代美術館・東京（ライヴパフォーマンス）
- 『アルスエレクトロニカ／デジタルミュージック＆サウンドアート部門』審査委員 - Ars Electronica Center・オーストリア（審査委員）
- DOMMUNE x 金沢21世紀美術館「DJ JOHN CAGE & THE 1000 WORLD WIDE DJS」-『ザ・コンテンポラリー1／ポスト工業化時代の美術』/ 金沢21世紀美術館・金沢（グループ展）
- 「THE 100 JAPANESE CONTEMPORARY ARTISTS」20＋2 Sputniko!、束芋  -『ポスト工業化時代の美術』/ 金沢21世紀美術館・金沢（グループ展）
- 「UKAWA'S TAGS FACTORY（精神世界編）77 Spiritualists Possession」-『スピリチュアルからこんにちは』/ 鞆の津ミュージアム・広島（グループ展）
- 「DOMMUNE / 太陽の塔45周年記念番組・太陽の塔SPECIAL」（約120min）-「みんなで太陽の塔展」/  梅田ロフト・大阪（グループ展）
- 「DOMMUNE / 世界制作のプロトタイプ」-「世界制作のプロトタイプ」（約240min）/  higure17-15cas・東京（グループ展）
- 「THE 100 JAPANESE CONTEMPORARY ARTISTS／season3」23−27 カオス*ラウンジ、五木田智央 、立石大河亞、西野達、宮島達男 -山本現代・東京（個展）
- 「UKAWA'S TAGS FACTORY（完結編）1000 Counterfeit Autograph!!＋77」 -「ただようただようまなびや」/ 郡山市民プラザ・福島（グループ展）
- 「BAKADA University ACID Prom Night!!!!!!!!!!!!!!!」 -「赤塚不二夫のビチュツ展」/ 原宿BANK GALLERY・東京（グループ展）
- DOMMUNE TAKAMATSU!『高松メディアアート・フェスティバル / The Medium of the Spirit〜メディアアート紀元前』- 高松城跡・玉藻公園／披雲閣・香川（アート・フェス）
  - ■ゼネラルディレクター、キュレーター、審査委員長：宇川直宏 ■出演アーティスト： BRUCE BICKFORD（from Seattle）、VIVIAN MAIER（from NY）、STELARC（from Australia）、ALEX VERHAEST（from Belgium）、赤松音呂、ARS ELECTRONICA（from Linz / Austria）、Don’t Follow the Wind、exiii「handiii」、カイライバンチ、BRDG、GIL KUNO、清田益章、出口王仁三郎、WILHELM REICH、都築響一、STEFAN TIEFENGRABER（from Austria）、菅野創＋yang02、ANN-KATRIN KRENZ & MICHAEL BURK（from Germany）、宇川直宏、岡崎乾二郎、真鍋大度、和田永 ■「The Medium as somatic impulse」Short film Overseas（2015 宇川直宏 セレクション）：APOTROPIA（from Itaria）、THE Mute Hilla（from Israel）、Hendrik LACKUS（from Germany）、Natalie PLASKURA（from Germany）、Friederike HOPPE（from Germany） ■「DOMMUNE TAKAMATSU 10 DAYS LIVE STRAMING」：山川冬樹、BRDG（Katsuhiro Chiba + 高橋啓治郎、DUB-Russell + Vokoi）、USAGI NINGEN（from BERLIN）、ビニール解体工場、galcid & 斉藤久師、Rhizomatiks Research、七尾旅人、ハチスノイト、灰野敬二、和田永 / エレクトロニコス・ファンタスティコス

### 2016年
- 「文化庁海外メディア芸術祭等参加事業／インド企画展」-The Medium as Somatic Impulse ―身体的衝動としてのメディウム―EYEMYTH Media Arts Festiva・インド／ムンバイ（アート・フェス）
  - ■企画ディレクター：宇川直宏 ■出演アーティスト：内橋 和久、齋藤久師、galcid、真鍋大度、handiii 他...
- 「THE 100 JAPANESE CONTEMPORARY ARTISTS／season4」28−32 岡本太郎、小清水漸 、高谷史郎、奈良美智、山口晃 -山本現代・東京（個展）
- DOMMUNE LONDON!「Thirty Three Thirty Three Presents / Japan:London 2016」LONDON Satellite Studio DOMMUNE /  灰野敬二 ＆ Charles Hayward （This Heat）-コープランドギャラリー・UK／ロンドン （ライヴストリーミング・パフォーマンス）
- DOMMUNE LINZ!「アルスエレクトロニカ / ARS ELECTRONICA FESTIVAL 2016 / RADICAL ATOMS and The Alchemists of Our Time」Linz Satellite Studio「THE FINAL MEDIA DOMMUNE」出演アーティスト：■2016.9/8（THU）「Opening of Ars Electronica」MC：Martina Mara　Speakers：石井裕（MITメディアラボ副所長）、Martin Honzik,、Hideaki Ogawa「ALS ELECTRONICA OPENING LIVE」LIVE：NAVID NAVAB、 和田永、XBLADE ALLSTARTS、EXPLOOED VIEW、PLANNINGTOROCK、DASHA RUSH ■2016.9/9（FRI）「Prix Ars Electronica + "Japan Media Art Festival"」MC: Emiko Ogawa　Speakers：宇川直宏、長谷川 愛、落合陽一「ALS ELECTRONICA NIGHT LINE」LIVE：FUNKSTORUNG & LIGHTSTORM、JEROBEAM FENDERSON、BR LASAR SPECIAL（DOUBLE SET）、AISHA DEVI、VESSEL & PEDRO MAIA ■2016.9/10（SAT）「 Isao Tomita Memorial Session」MC：Martin Honzik（Shoko Takahashi）Speakers：Hannes Leopoldseder、 小室哲哉、 和田永 ■2016.9/11（SUN）「Alchemists of Our Time」MC：Victoria Vesna　Speakers：Hideaki Ogawa、Thom Kubli、Navid Nav、Shiho Fukuhara「Big Concert Night」LIVE：XBlade Allstars、Sam Auinger、AGF：The Radical Self - 「ARS ELECTRONICA FESTIVAL 2016」POSTCITY, Ground Floor / Trainhall ・オーストリア／リンツ（ライヴストリーミング・パフォーマンス）

### 2023年
- 宇川直宏展「FINAL MEDIA THERAPIST@DOMMUNE」練馬区立美術館・東京

## 出演

### ウェブ番組
- ポリタスTV（YouTube、2023年10月6日）